# Gare de La Tâche
La gare de La Tâche, officiellement halte de La Tâche ou arrêt facultatif de La Tâche (selon les différentes versions d'horaires entre 1909 et 1950) est un ancien arrêt ferroviaire situé sur la ligne de Saint-Jean-d'Angély à Cognac, en Charente-Maritime entre la gare de Migron et celle de Prignac - Courcerac. 
C'était une gare ouverte uniquement aux voyageurs. La gare a fermé en même temps que la ligne : le 31 décembre 1950.

## Situation ferroviaire
L'arrêt facultatif de La Tâche est la seconde station de Migron. Elle est située entre la gare du centre-bourg, disposant d'un guichet, et la gare de Prignac-Courcerac, également pourvu d'un guichet. Il permet la déserte du hameau de La Tâche ayant une forte activité viticole.
La halte est située entre la gare de Prignac - Courcerac et celle de Migron.

## Histoire

### Ouverture
Dès l'ouverture de la ligne, les habitants du hameau de La Tâche insistent pour que les CFD établissent un arrêt à hauteur de leur hameau. Cependant, la compagnie n'étant pas intéressée par la construction de telles stations ne donne pas suite à cette demande. Mais sous la pression de la commune de Migron qui renouvelle sa demande en 1906, les CFD autorisent par délibération, le 29 mars 1908 la construction d'une halte à l'emplacement de La Tâche. Cependant, la compagnie refuse de payer pour la construction et ordonne à la commune que les terrains lui soient remis à titre gracieux, que le coût de construction de l'abri soit prise en charge par la commune et respecte les normes CFD et que la construction de l'arrêt (terrassement compris) soit effectué par des habitants de manière bénévole. Au total, le coût de construction de la halte s'élève à 750F, son financement est réparti comme suit : 450F déboursés grâce à une souscription auprès des habitants, 250F grâce à une subvention du département et 50F par la commune. La compagnie décide l'ouverture de l'« arrêt facultatif de la Tâche situé au point kilométrique 24 kilomètres.695, entre la gare de Prignac-Courcerac et la gare de Migron, au service des voyageurs, des bagages et des chiens accompagnés. » Elle publie cet avis d'ouverture au journal officiel du 28 décembre 1908. Les difficultés de tractation sont similaires pour chacune des haltes et arrêt ouvert après la construction de la ligne.

### Fermeture
La halte ferme définitivement le 31 décembre 1950, en même temps que la ligne. 

## Service des voyageurs

### Accueil

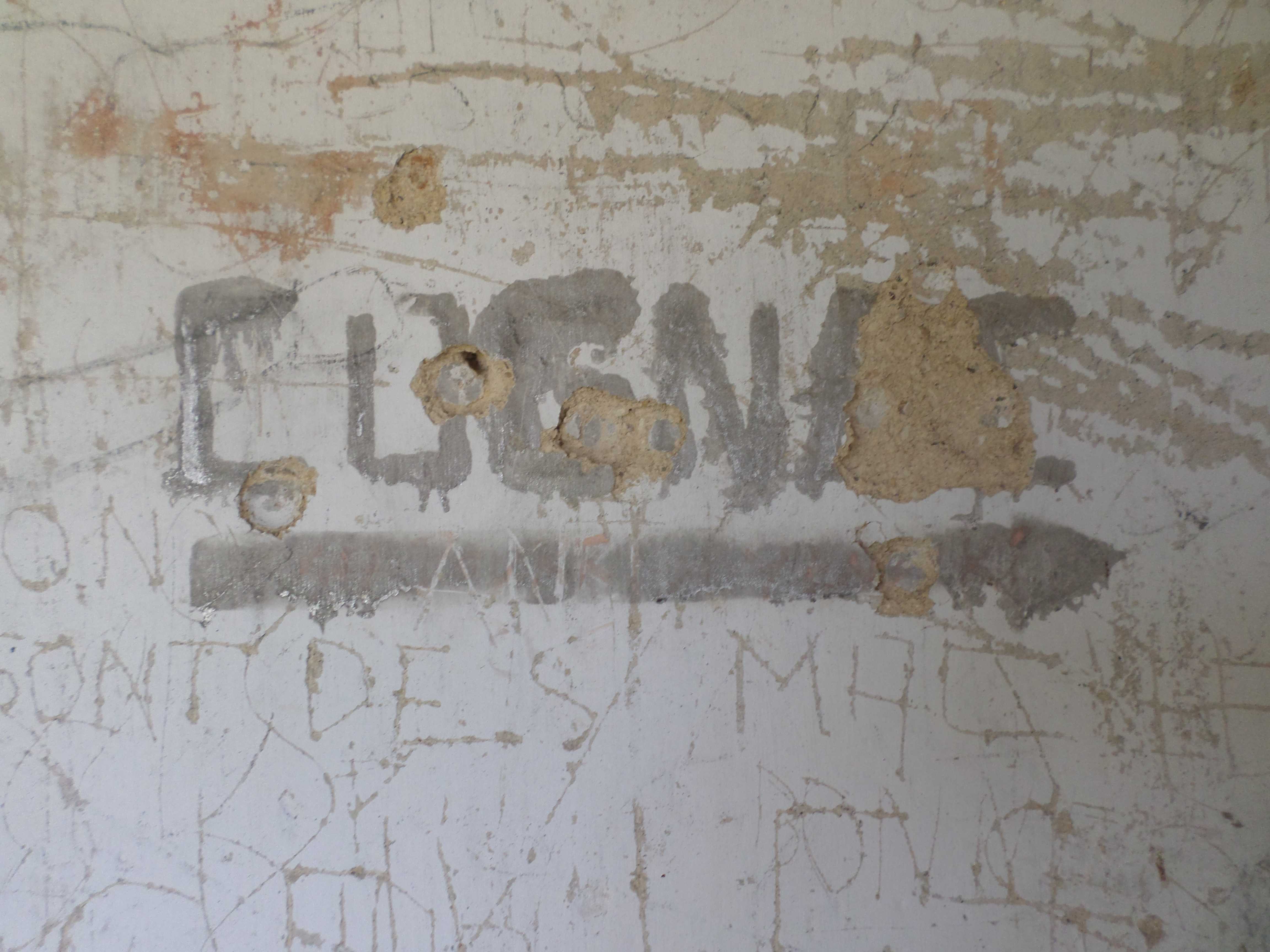
Indication de direction à l'intérieur de la halte

La gare était un arrêt facultatif : les trains ne s'y arrêtaient que s'il y avait du monde à prendre ou à laisser. Il n'y avait pas de présence de personnel à la gare. L'arrêt n'était pas non plus pourvu de quai, sa réalisation aurait été trop onéreuse. 
Cependant, l'arrêt disposait d'un affichage des horaires et d'une indication gravée sur le mur indiquant la direction des trains se rendant sur Cognac, indication toujours visible de nos jours. L'abri disposait également d'un banc en bois, lui aussi toujours présent. De plus, le nom de la halte figurait sur un écriteau au-dessus de l'ouverture. 

### Desserte
Les trains desservant cet arrêt effectuaient des missions entre Cognac et Saint-Jean-d'Angély.
La halte était desservie en 1912 par 4 A/R : en direction de Cognac, il y avait des trains à 6h43 ; 9h56 ; 15h22 et 19h15 auxquels s'ajoutait un A/R supplémentaire le 2e samedi de chaque mois, lors de la foire de Cognac qui s'y rendait à 10h50. Le temps de trajet pour rejoindre Cognac était, au mieux, en 1912 de 45 min pour la gare de Saint-Jacques et de 55 min pour la gare de l'État. Vers Saint-Jean-d'Angély, les trains mettaient 1h au mieux pour rejoindre le terminus. 
En 1943, avec l'apparition des autorails, le temps de trajet est diminué : il faut désormais 38 min pour rejoindre Cognac - Saint-Jacques depuis La Tâche et 52 min pour rejoindre la gare de Cognac. La halte est alors desservie par 3 A/R dont 2 en autorail et un 1 en machine à vapeur, qui met lui, près d'1h30 pour rallier la gare de Cognac. Les trains passent à 6h57 ; 10h57 et 20h20 vers Cognac et 10h56 ; 15h01 et 20h41 vers Saint-Jean-d'Angély. Le temps de trajet pour rejoindre Saint-Jean-d'Angély est de 57 min en autorail et d'1h48 en machine à vapeur. 

De nos jours, la gare ouverte la plus proche de La Tâche est celle de Saint-Hilaire - Brizambourg, située à 12 km de La Tâche. Un car régulier permet de rejoindre cette gare ou celle de Saintes et passe à proximité de l'ancienne halte de La Tâche, au niveau de Prignac. 

Site de la halte en 2018
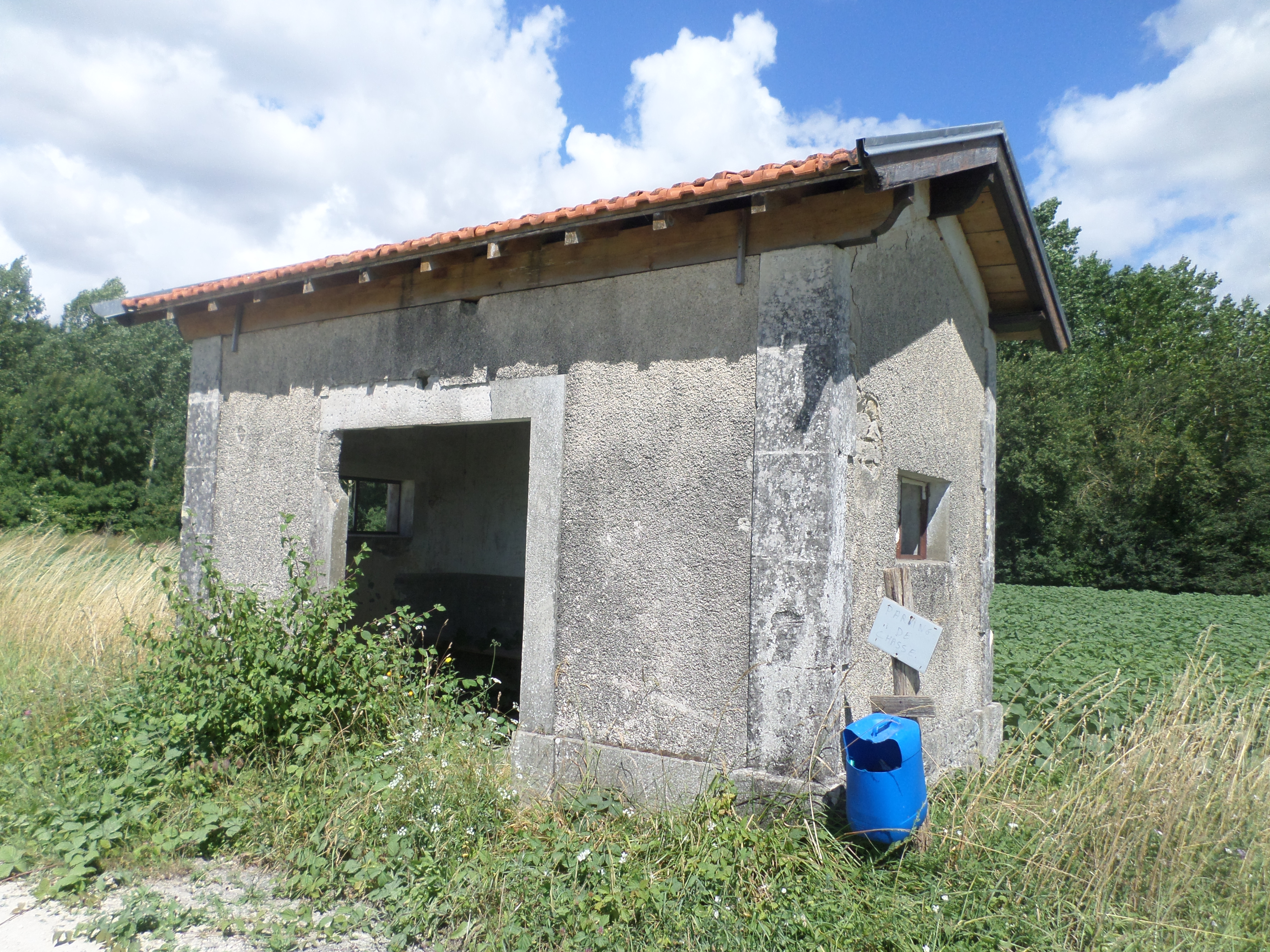
Abri voyageur
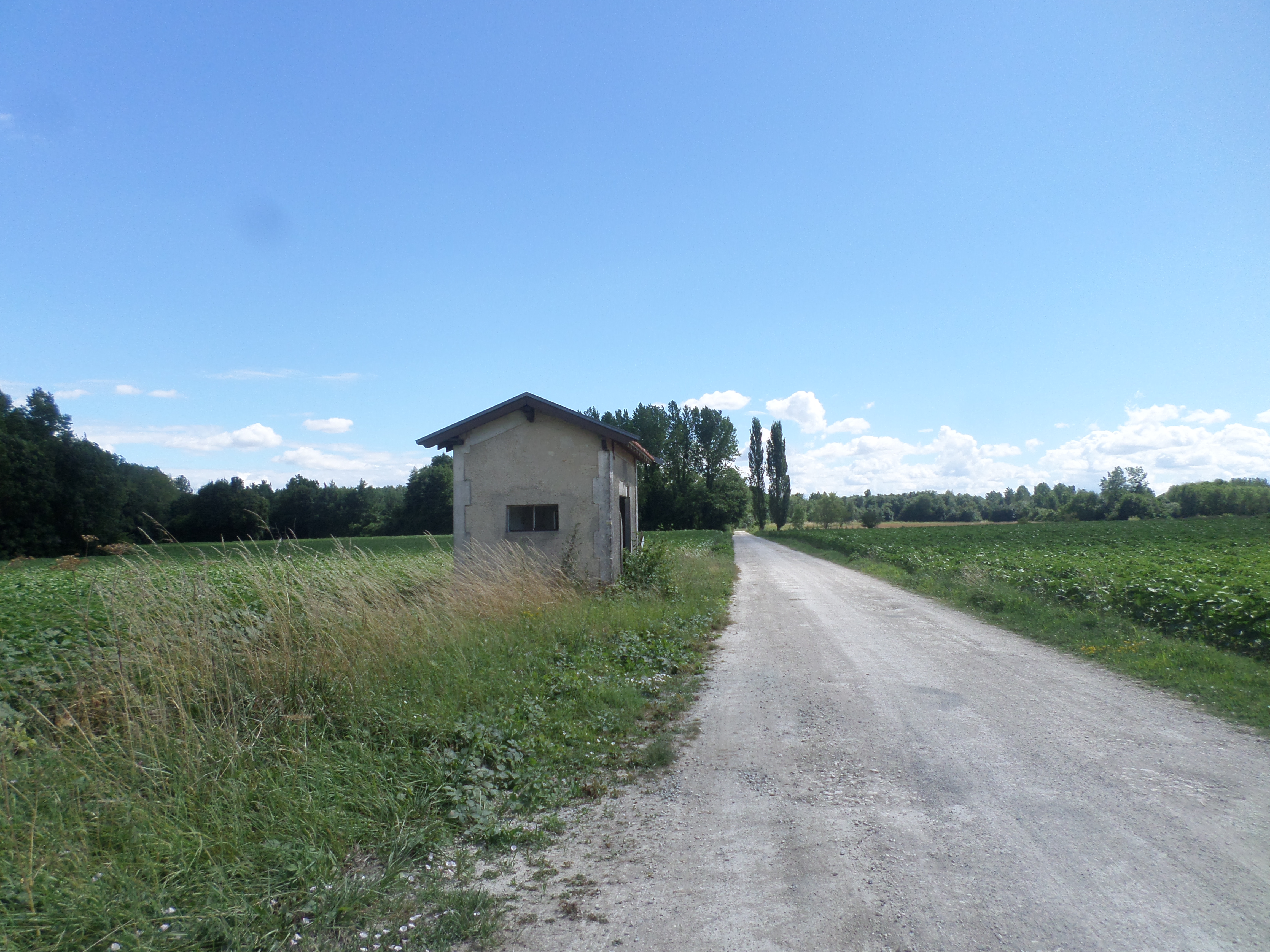
Vu en direction de Cognac
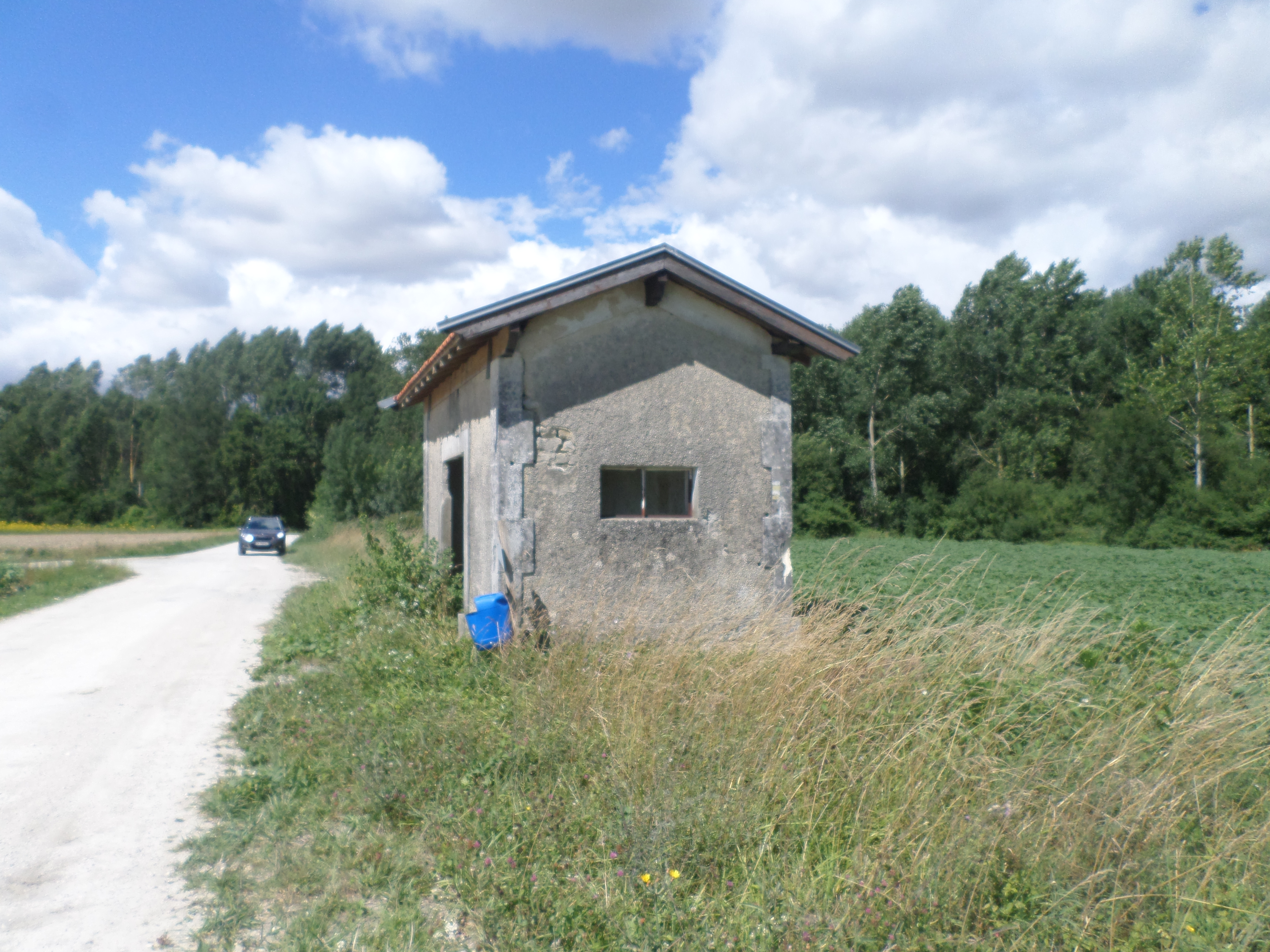
Vu en direction de Saint-Jean-d'Angély

## État actuel

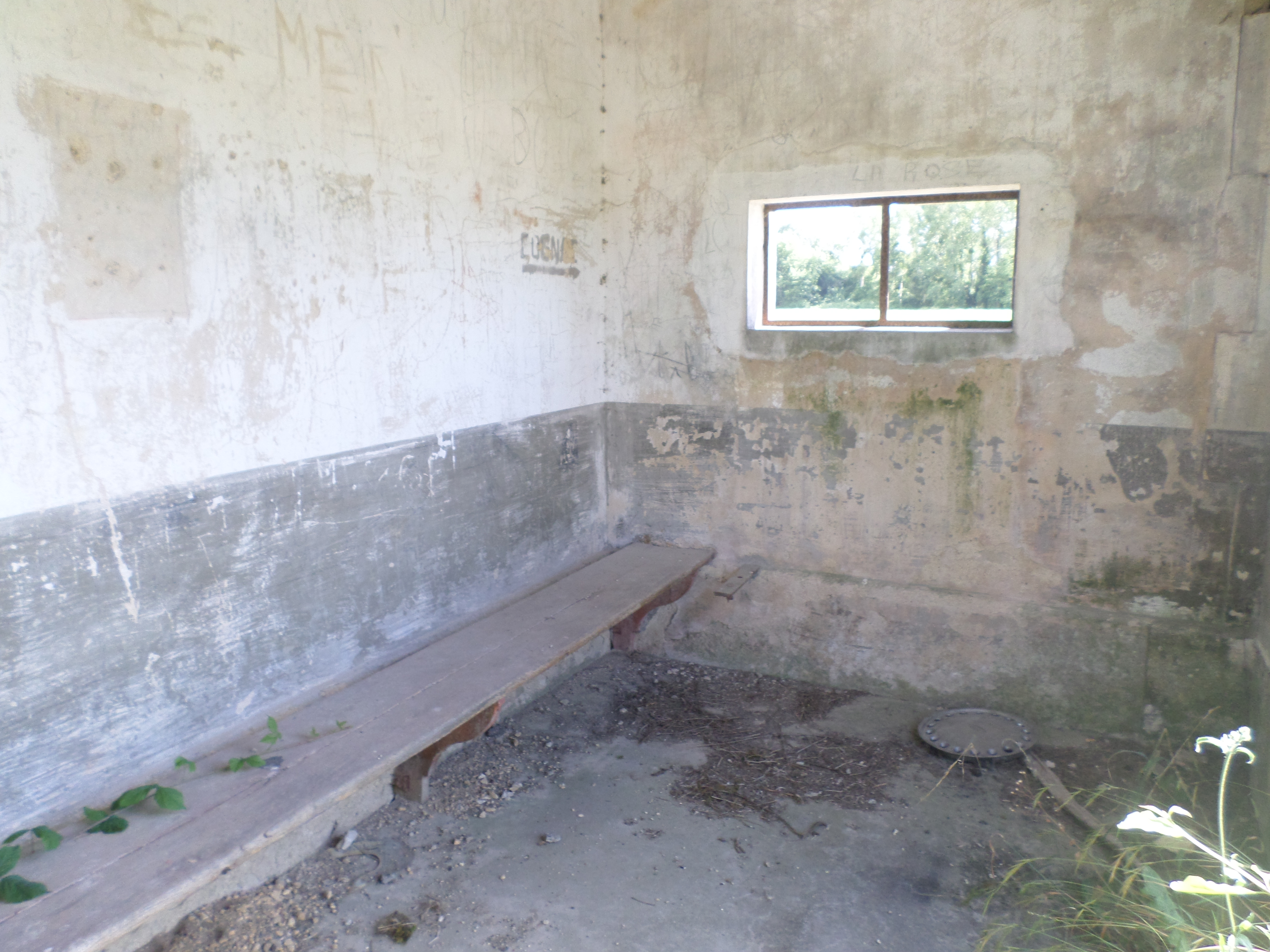
Intérieur de la halte

La halte de La Tâche est la seule halte de la ligne dont le bâtiment et toujours visible de nos jours et en bon état, c'est également le seul ayant subsisté étant aux normes CFD sur la ligne (l'arrêt de la Défend, toujours présent, quoiqu'abandonné avait été construit en parpaing et ne répondait plus aux normes CFD). Le bâtiment a cependant été modifié par rapport à sa situation d'origine : l'ouverture n'est plus aussi grande qu'à l'époque de son exploitation et deux lucarnes ont été ajoutés de part et d'autre de la halte. 
La halte est régulièrement débroussaillée et nettoyée. Les rails ont été évidemment déposés mais le tracé est toujours visible, la ligne ayant été reconvertie en chemin accessible aux circulations douces entre Migron et Prignac. 
Le panneau indiquant le nom de la halte a, lui, été retiré.